# McLaughlin Peak
Der McLaughlin Peak ist ein rund 1650 m hoher Berg im Palmerland auf der Antarktischen Halbinsel. Er ragt 15 km ostsüdöstlich des Mount Aaron im nördlichen Teil der Latady Mountains auf. 
Der United States Geological Survey kartierte ihn anhand eigener Vermessungen und Luftaufnahmen der United States Navy aus den Jahren von 1961 bis 1967. Das Advisory Committee on Antarctic Names benannte ihn 1968 nach Robert Harold McLaughlin (1934–2017), Maschinist auf der Amundsen-Scott-Südpolstation im antarktischen Winter 1964.